# Dust Bowl (album)
Dust Bowl je deváté sólové studiové album amerického blues-rockového kytaristy Joe Bonamassy. Album vyšlo 22. března 2011 u J&R Adventures a produkoval ho Kevin Shirley.

## Seznam skladeb
| Pořadí         | Název                               | Autor               | Délka |
| -------------- | ----------------------------------- | ------------------- | ----- |
| 1.             | Slow Train                          | Bonamassa, Shirley  | 6:49  |
| 2.             | Dust Bowl                           | Bonamassa           | 4:33  |
| 3.             | Tennessee Plates (feat. John Hiatt) | Hiatt, Porter       | 4:18  |
| 4.             | The Meaning of the Blues            | Troup, Worth        | 5:44  |
| 5.             | Black Lung Heartache                | Bonamassa           | 4:14  |
| 6.             | You Better Watch Yourself           | Bonamassa, Jacobs   | 3:30  |
| 7.             | The Last Matador of Bayonne         | Bonamassa           | 5:23  |
| 8.             | Heartbreaker (feat. Glenn Hughes)   | Rodgers             | 5:49  |
| 9.             | No Love on the Street               | Curry, Kamen        | 6:32  |
| 10.            | The Whale That Swallowed Jonah      | Bonamassa           | 4:46  |
| 11.            | Sweet Rowena (feat. Vince Gill)     | Gill, Wasner        | 4:34  |
| 12.            | Prisoner                            | Desautels, Lawrence | 6:48  |
| Celková délka: | Celková délka:                      | Celková délka:      | 63:00 |

## Sestava
- Joe Bonamassa – kytara, zpěv, mandolína, další
- Carmine Rojas – baskytara
- Anton Fig – bicí, perkuse, kytara Hammer, shaker
- Rick Melick – varhany, piáno, tamburína, syntezátor, akordeon
- Peter Van Weelden – mluvené slovo
- John Hiatt – zpěv
- Vince Gill – kytara, zpěv
- Michael Rhodes – baskytara
- Chad Cromwell – bicí
- Steve Nathan – Hammondovy varhany, piáno
- Tony Cedras – trubka
- Glenn Hughes – zpěv
- Arlan Schierbaum – Hammondovy varhany
- Blondie Chaplin – kytara
- Beth Hart – zpěv
- Reese Wynans – Hammondovy varhany, piáno